# شیخ‌بابالی
شیخ‌بابالی (ترکی آذربایجانی: Sıxbabalı) یک منطقهٔ مسکونی در جمهوری آرتساخ است که در استان آسکران واقع شده‌است.